# Pardosa tuoba
Pardosa tuoba este o specie de păianjeni din genul Pardosa, familia Lycosidae, descrisă de Chamberlin, 1919. Conform Catalogue of Life specia Pardosa tuoba nu are subspecii cunoscute.